# 网络推手
网络推手又被称为网络策划师，是指借助网络作为传播媒介，通过策划营销方案推广、炒作来达到捧红某个平民目的的个人或者团队，俗称“网络造星者”。网络推手这个职业在中国内地近几年因网络的发展而兴起，据透露从业者在中国目前已有上万人的规模。

## 推介对象与媒介
被推介的对象是要有一定成名“天分”，对女性来说，一般长得需要漂亮。某网络推手曾评价同行：“她本身不是美女，而且这个计划没有故事情节，不会有那么大的关注度”。不过也有特例，如某网络推手推出的「芙蓉姐姐」。
互联网具有低成本的营销环境，并且有可以快速傳播的特点。网络推手们主要使用的推广媒介网络论坛发布“帖子”，通常是不需要花费一分钱的，且论坛又具有博客所不能比的互动性，所以这些网络推手们主要选择大型论坛来实施他们的策划方案，如在猫扑、天涯及贴吧等大型BBS发贴。在此环节，web2.0概念并不被网络推手们推崇，某网络推手认为“别看blog被炒的很厉害，BBS才有戏”。“。”

## 推广方法策划
网络推手们需要做的工作是使一个无任何名气的平民依靠网络来“走红”，现在的很多“网络红人”就是他们策划包装后的“作品”，例如“天仙妹妹”就是一个比较成功策划的例子。对她的推广方法是拍摄照片，选择比较好效果的照片，然后发布被推介对象的照片，这个过程需要进行精心策划。
网络推手推广时最重要的方法是，要制造能吸引目光、博取网民關注的话题与热点，为引发关注要“不择手段”；先要考虑到网民们看贴后的反响情况，杜撰文章标题有时需要和情色沾些边，这样在论坛上的关注度会比其它帖子更大些，如某网络推手发的一个贴子就使用了这样的标题，网民回复了上万贴。同时如果使用了连载或如美剧《越狱》一样分季的方式发布文章，使不少爱当“看客”类型的网民会持续关注并收藏帖子，这样会收到很好的宣传推广的效果。
此外违反常理的标题以及文章内容，也会得到大量网民的关注，并且在短短的几天后就很可能得到新闻媒体的报道，此时网络推手的推广目的就已经达到了。例如某网络推手在2008年12月5日的策划，在发贴很短时间后就被资历较老的网民人肉搜索揭穿，但在几天后仍得到了报纸记者的报道。很多网民看到贴图后开始回帖，开始评价图片中的女主角，在大量回帖后，该主角有了“粉丝”，此时网络推手所推介的无任何名气的模特就于网络中走红了。

## 网络推手的推广案例
个人推手：
- 桑四，神秘的网络推手，常常混迹于各大网站论坛，熟悉网络民意，2009年7月，最为熟悉的贾君鹏事件策划和执行人，目前创立推手团队无墨互动。

- 杨秀宇，网名为“立二拆四”被网民们简称“立二”，又称“浪兄”或“老浪”，他成功炒作了「天仙妹妹」、艾晴晴的「别针换别墅」事件等。揭秘“别针换别墅” 网络策划人拿网民赚钱"天仙MM"背后的网络推手，让普通人迅速成名[21世纪经济报道]网络策划人浪兄自曝推出天仙妹妹始末。

- 笔袋男，本名华汉（华业汉），成功把章泽天炒红，被网友称为“奶茶妹妹”。[13]

- 陈墨，天涯真我、天涯摄影开版版主，成功炒作了「小天女ayawawa」网络红人成名四步曲「二月丫头」与「芙蓉姐姐」。

- 网络推手浪子，香港创想网络公司创意总监，09年担任拇指传媒网络公关有限公司首席策划师，专注于网络推广，事件炒作中，曾帮助本田汽车集团，可口可乐公司，知名化妆品牌公司等做策划宣传

团队推手：
- 仿YouTube的视频网站woyo团队，炒作其小职员“兰董”，[14]成功使“兰董”被炒作成反面人物并推广了其网站。[15]
- “90后贱女孩”包包与阿紫的博客，经网络推手公司的推广，[16]成功得到网民千万次的点击。[17]不过其中一女孩被推手“潜规则”，该黑手已落法网。[18]

## 评价
网络推手是“网络红人”产生的幕后工作者，随着网络推手的身份频繁被新闻曝光，很多网民对他们的炒作行为已不同于以往那样“感冒”，如“中国最美”系列：网络推手“女巫”炒作的“最美乡村教师”梅香及网络推手“立二”炒作的“最美女清洁工”于洋，很多网民对这样“最美”的标题已开始反感。
对于拙劣的策划，网民更是反感，有的网民会攻击和质疑，并评价网络推手“无耻”。

## 参看
- 网络红人